# Satanic Warmaster
Satanic Warmaster es una banda de Black Metal formada en la ciudad de Lappeenranta, al sur de Finlandia, concretamente en la región de Carelia. Lauri Penttilä, conocido como "Satanic Tyrant Werewolf", comenzó a grabar con Satanic Warmaster y este nombre en 1999, después de abandonar Horna. Las letras del grupo tratan sobre Satanismo, blasfemia, violencia, terrorismo y guerras. Trabajó también en varios proyectos paralelos como Pest, Blasphemous Evil, Shatargat y Blutrache. 

## Discografía
La mayor parte de la discografía de Satanic Warmaster ha sido grabada bajo la discográfica de Lauri Penttilä, Satanic Tyrant Werwolf llamada "Werewolf Records".

## Álbumes y EP
- 2000 - Bloody Ritual
- 2001 - Strength and Honour
- 2002 - Black Katharsis
- 2003 - Opferblut
- 2004 - ...Of the Night
- 2005 - Carelian Satanist Madness
- 2007 - Revelation                                                                                                                                                                              * 2010 - Nachzehrer                                                                                                                                                                                                                                                                                                                                                                                                                                                                                                                                                                                                                                                                                                                                                                                                                                                                                                                                                                                                                                                                                                                                                                                                                                                                                                                                                                                                                                                                                                                                                                                                                                                                                                                                                                                                                                                                                                                                                                                                                                                                                                                                                                                                                                                                                                                                                                                                                                                                                                                                                                                                                                                                                                                                                                                                                                                                                                                                                                                                                                                                                                                                                                                                                                                                                                                                                                                                                                                                                                                                                                                                                                                                                                                                                                                                                                                                                                                                                                                                                                                                                                                                                                                                                                                                                                                                                                                                                                                                                                                                                                                                                                                                                                                                                                                                                                                                                                                                                                                                                                                                                                                                                                                                                                                                       * 2014 - Death 2012                                                                                                                                             * 2014 - Luciferian Torches
- 2014 - Fimbulwinter
- 2022 - Aamongandr

## Colaboraciones
- 2003 - Satanic Warmaster & Krieg
- 2003 - Satanic Warmaster The True Face of Evil
- 2004 - Satanic Warmaster & Akitsa
- 2004 - Satanic Warmaster & Gestapo 666
- 2004 - Satanic Warmaster & Clandestine Blaze
- 2006 - Satanic Warmaster & Stuthoff
- 2007 - Satanic Warmaster & Aryan Blood
- 2007 - Satanic Warmaster & Mütiilation & Drowning the Light
- 2008 - Satanic Warmaster Black Metal Holocausto
- 2008 - Satanic Warmaster & Behexen
- 2009 - Satanic Warmaster & Totenburg

## Otros
- 2005 - Black Metal Kommando / Gas Chamber (colaboración)
- 2006 - Live in Hekelgem (directo)
- 2007 - Black Metal Massacre Live (directo)
- 2007 - Werewolf Hate Attack !! (directo)
- 2008 - Revelation... of the Night (recopilatorio)